# اچ‌دی ۶۰۵۳۲
اچ‌دی ۶۰۵۳۲ یک ستاره است که در صورت فلکی کشتی‌دم قرار دارد.